# Emblem Health Bronx Open 2011
L'Emblem Health Bronx Open 2011 è stato un torneo professionistico di tennis femminile giocato sul cemento. È stata la 12ª edizione del torneo, che fa parte dell'ITF Women's Circuit nell'ambito dell'ITF Women's Circuit 2011. Si è giocato a The Bronx negli USA dall'8 al 14 agosto 2011.

## Partecipanti

### Teste di serie
| Nazionalità | Giocatrice              | Ranking* | Testa di serie |
| ----------- | ----------------------- | -------- | -------------- |
| Germania    | Mona Barthel            | 104      | 1              |
| Rep. Ceca   | Andrea Hlaváčková       | 113      | 2              |
| Italia      | Romina Oprandi          | 132      | 3              |
| Ucraina     | Ol'ga Savčuk            | 148      | 4              |
| Lussemburgo | Anne Kremer             | 152      | 5              |
| Thailandia  | Noppawan Lertcheewakarn | 157      | 6              |
| Cina        | Han Xinyun              | 159      | 7              |
| Romania     | Mădălina Gojnea         | 164      | 8              |

- Ranking al 1º agosto 2011.

### Altre partecipanti
Giocatrici che hanno ricevuto una wild card:
- Madison Brengle
- Lauren Embree
- Ester Goldfeld
- Amanda McDowell

Giocatrici che sono passate dalle qualificazioni:
- Jaroslava Švedova
- Elena Bovina
- Tamaryn Hendler
- Ahsha Rolle

## Campionesse

### Singolare
Andrea Hlaváčková ha battuto in finale  Mona Barthel con il punteggio di 7–6(8), 6–3

### Doppio
Megan Moulton-Levy /  Ahsha Rolle hanno battuto in finale  Han Xinyun /  Jing-Jing Lu con il punteggio di 6–3, 7–6(5)